# Lisbeth Zwerger
Pour les articles homonymes, voir Zwerger.
Lisbeth Zwerger (née le 26 mai 1954) est une illustratrice autrichienne de littérature d'enfance et de jeunesse. Elle est lauréate en 1990 du prestigieux prix international, le Prix Hans Christian Andersen 1990, dans la catégorie Illustration.

## Biographie
Elle a étudié à Vienne à l'Universität für angewandte Kunst Wien (Université des arts appliqués de Vienne) de 1971 à 1974.

## Illustrations de livres parus en français
- Frères Grimm, 'Hansel et Gretel, Duculot, 1979 ; rééd. Nathan, 1990 ; rééd. avec une nouvelle traduction, Casterman, 1995.
- Frères Grimm, Les Sept Corbeaux, Duculot, 1981.
- Frères Grimm, Le Petit Chaperon rouge, Duculot, 1983 ; rééd. Nathan, 1989, Nord-Sud, 2003, MinEdition, 2010.
- O. Henry, Le Cadeau des rois mages, Duculot, 1984.
- Oscar Wilde, Le Géant égoïste, Duculot, 1984 ; rééd. MinEdition, 2010.
- Hans Christian Andersen, La Petite Poucette, Nathan, 1989 ; rééd. sous le titre Poucette, Nord-Sud, 2004.
- Ésope, Fables d'Ésope, Duculot, 1989 ; rééd. Nord-Sud, 2006.
- Hans Christian Andersen, Le Garçon porcher, Nathan, 1990 ; rééd. MinEdition, 2008.
- Hans Christian Andersen, Le Rossignol, Duculot, 1992.
- Hans Christian Andersen, La semaine de Ferme-l'Oeil, Duculot, 1992.
- Christian Morgenstern, Laloula, Nord-Sud, 1995.
- Theodor Storm, Jean-le-Mignot, Nord-Sud, 1995.
- L. Frank Baum, Le Magicien d'Oz, Nord-Sud, 1996.
- Heinz Janisch, L'Arche de Noé, Nord-Sud, 1997, rééd. MinEdition, 2008.
- Charles Dickens, Un chant de Noël, Nord-Sud, 1998.
- Lewis Carroll, Alice au pays des merveilles, Nord-Sud, 1999.
- La Bible : textes choisis de l'Ancien et du Nouveau Testament, Nord-Sud, 2001.
- Ernst Theodor Amadeus Hoffmann, Casse-Noisette et le Roi des souris, Nord-Sud, 2003.
- Hans Christian Andersen, La Petite Sirène, Nord-Sud, 2005.
- Clement Clarke Moore, La Nuit magique de Noël, Nord-Sud, 2006.
- Frères Grimm, Les Musiciens de la ville de Brême, MinEdition, 2007.
- Hans Christian Andersen, Contes d'Andersen, MinEdition, 2009.
- Rudyard Kipling, Comment le chameau eut sa bosse, MinEdition, 2009.
- Piotr Ilitch Tchaïkovski, Le Lac des cygnes, Nord-sud, 2011.
- Frères Grimm, Le Joueur de flûte de Hamelin, MinEdition, 2012.
- Frères Grimm, Contes de Grimm, MinEdition, 2012.
- Wilhelm Hauff, Le Nain Long Nez, MinEdition, 2014.
- Heinz Janisch, Till l'Espiègle, MinEdition, 2016.

## Prix et distinctions
- Foire du livre de jeunesse de Bologne 1978[1] : mention pour ses illustrations de Das fremde kind (texte de Ernst Theodor Amadeus Hoffmann)
- « Mention d'honneur » 1979 à la  Biennale d'illustration de Bratislava (BIB)[2] pour ses illustrations de l'album jeunesse Das fremde Kind (texte de Ernst Theodor Amadeus Hoffmann) et de l'album jeunesse Hänsel und Gretel (texte de Jacob Grimm et Wilhelm Grimm )
- Foire du livre de jeunesse de Bologne 1980[3] : mention pour ses illustrations de Hänsel und Gretel (texte de Wilhelm Grimm et Jacob Grimm)
- Plaque d'Or de Bratislava 1981 à la  Biennale d'illustration de Bratislava (BIB)[2] pour ses illustrations des deux albums jeunesse Die 7 Raben et Däumelieschen (textes de Jacob Grimm et Wilhelm Grimm )
- Foire du livre de jeunesse de Bologne 1983[4] : mention pour ses illustrations de The Gift of the Magi (texte de O. Henry et Michael Neugebauer)
- Plaque d'Or de Bratislava 1983 à la  Biennale d'illustration de Bratislava (BIB)[2] pour ses illustrations de l'album jeunesse Rotkäppchen (texte de Jacob Grimm et Wilhelm Grimm )
- Pomme d'Or de Bratislava 1985 à la  Biennale d'illustration de Bratislava (BIB)[2] pour ses illustrations de l'album jeunesse Der selbstsüchtige Riese (texte de Oscar Wilde)
- Foire du livre de jeunesse de Bologne 1986[5] : mention pour ses illustrations de Die Retter des Landes (texte de Edith Nesbit)
- Pomme d'Or de Bratislava 1993 à la  Biennale d'illustration de Bratislava (BIB)[2] pour ses illustrations de l'album jeunesse Der zwerg Nase (texte de Wilhelm Hauff)
- Prix Hans Christian Andersen 1990 pour l'ensemble de son œuvre d'illustratrice
- Pinceau d'argent (nl) 2000 pour ses illustrations d'Alice au pays des merveilles, texte de  Lewis Carroll
- Foire du livre de jeunesse de Bologne 2000[6] : mention pour ses illustrations d'Alice au pays des merveilles, texte de Lewis Carroll
- De 2019 à 2023, elle est sélectionnée cinq années d'affilée pour le prestigieux prix suédois, le Prix commémoratif Astrid-Lindgren[7].